# Óscar García-Casarrubios
Óscar García-Casarrubios Pintor (né le 7 juin 1984 à Campo de Criptana) est un ancien coureur cycliste espagnol.

## Palmarès et classements mondiaux

### Palmarès
- 2001
  - 3e de la Gipuzkoa Klasika
- 2004
  - Premio Primavera
  - 2e du Gran Premio San José
  - 3e de l'Ereñoko Udala Sari Nagusia
- 2005
  - Trofeo Santiago en Cos
  - Mémorial Juan Manuel Santisteban
  - 3e et 4e étapes du Tour de Palencia
- 2008
  - 1re étape du Tour de La Corogne
  - Classement général du Tour de Galice
  - 3e du Tour de Salamanque
- 2010
  - 1re étape du Tour du Venezuela

### Résultat sur le Tour d'Espagne
1 participation
- 2009 : abandon (6e étape)

### Classements mondiaux
| Année            | 2005 | 2006 | 2007 | 2008 | 2009 | 2010 |
| ---------------- | ---- | ---- | ---- | ---- | ---- | ---- |
| UCI Europe Tour  | 940e |      |      |      |      |      |
| UCI America Tour |      |      |      |      |      | 111e |
| UCI Asia Tour    |      | 76e  | 117e |      |      | 312e |